# Sexe, Gombo et Beurre salé
Sexe, gombo et beurre salé (Sex, Okra and Salted Butter) est un téléfilm français de Mahamat-Saleh Haroun diffusé en 2007.

## Synopsis
Les malheurs d'un sexagénaire d'origine ivoirienne dans la communauté africaine de Bordeaux.

## Distribution
- Marius Yelolo : Malik
- Aissa Maiga : Amina
- Mata Gabin : Hortense
- Diouc Koma : Dani
- Lorella Cravotta : Myriam
- Marie-Philomène Nga : Tatie Afoué
- Manuel Blanc : Jean-Paul
- Charles-Étienne N'Diaye : Ali
- Vincent N'Diaye : Soulé
- Jean-Pierre Bouchard : le patron de la concession Mercedes